# Vagyonelkobzás
A vagyonelkobzás a büntetőjogban az egyik intézkedés. Célja a bűnös úton elért vagyongyarapodás elvonása. Ha a bűncselekményt többen követték el, a vagyonelkobzás nem rendelhető el és nem hajtható végre egyetemlegesen.

## A hatályos szabályozás
A magyar Büntető törvénykönyv szerint vagyonelkobzást kell elrendelni arra
- a) a bűncselekmény elkövetéséből eredő vagyonra, amelyet az elkövető a bűncselekmény elkövetése során vagy azzal összefüggésben szerzett,
- d) a vagyonra, amely a bűncselekmény elkövetéséből eredő, a bűncselekmény elkövetése során vagy azzal összefüggésben szerzett vagyon helyébe lépett,
- e) a vagyonra, amelyet a bűncselekmény elkövetése céljából az ehhez szükséges vagy ezt könnyítő feltételek biztosítása végett szolgáltattak vagy arra szántak,
- f) a vagyonra, amely az adott vagy ígért vagyoni előny tárgya volt.[2]

A vagyonelkobzást el kell rendelni arra a bűncselekmény elkövetéséből eredő, a bűncselekmény elkövetése során vagy azzal összefüggésben szerzett vagyonra is, amellyel más gazdagodott. Ha gazdálkodó szervezet gazdagodott ilyen vagyonnal, a vagyonelkobzást a gazdálkodó szervezettel szemben kell elrendelni.
Ha az elkövető vagy a (2) bekezdés szerint gazdagodott személy meghalt, vagy a gazdálkodó szervezet átalakult, a vagyonelkobzást a jogutóddal szemben kell elrendelni arra az (1) bekezdés vagy a 74/A. § szerinti vagyonra, amelyre a jogutódlás történt.

## Története
A vagyonelkobzás jogintézményét már a római jogban is ismerték. A középkorban Szent László király törvénye is előírta, hogy a felakasztott tolvajnak "minden vagyona vesszen utána.” A vagyonelkobzás a halálbüntetéssel szükségképpen együtt járt, mivel akit fej- és jószágvesztésre ítéltek, annak a vagyona a királyi kincstárra szállt.
A Csemegi-kódex (az 1878. évi V. törvény) nem szabályozta a bűncselekményből eredő vagyon elvonását. A korabeli felfogás szerint a vagyonelkobzás intézménye nem csupán az elkövetőt sújtaná, hanem annak családját is. A vagyonelkobzást először az 1915. évi XVIII. törvény rendelte el, amennyiben háború idején elkövetett felségsértés vagy a hűtlenség bűncselekményét elkövető személy belföldi vagyona az államra szállt. Ezt követően, az 1930. évi III. törvény 70 §-ának (3) bekezdése a hűtlenség vonatkozásában mondta ki, hogy az
elkövetésért akár előzetesen, akár utólag kapott ajándékot vagy jutalmat minden esetben el kell kobozni.
Az 1961. évi Btk. a vagyonelkobzás kötelező alkalmazását írta elő halálbüntetés vagy 5  évet meghaladó szabadságvesztés-büntetés mellett. Továbbá lehetővé tette továbbá a vagyonelkobzás alkalmazását pl. az állam elleni bűncselekmények, tiltott határátlépés vagy a deviza-gazdálkodást sértő bűntett miatti elítéléskor. Előírta továbbá, hogy amennyiben ,,az elkobzást nem lehet elrendelni, vagy foganatosítani,
tani, úgy az elkövető a dolog értékének megfizetésére volt kötelezhető.”
Míg ezekben a törvényekben a bűnös vagyon elkobzása  valamely más büntetés kiszabása mellett volt lehetséges. Áttörést jelentett az  1987. évi III. törvény, amely elsőként tette lehetővé a vagyonelkobzás-büntetés önálló alkalmazását. Amennyiben a terhelt vagyona
olyan vagyontárgy volt, amelynek elkobzása indokolatlanul súlyos hátrányt jelentett volna, a törvény lehetővé tette a pénzösszegben kifejezett elrendelését is.
A vagyonelkobzás kötelező esetét újból bevezette az 1997. évi LXXIII. törvény. A bűnszervezet létrehozásának bűntettét elkövetőkkel, és bűnszervezet tagjaként bűncselekményt elkövetőkkel szemben kell alkalmazni, feltéve, ha a megfelelő vagyonnal rendelkező elkövetőt végrehajtandó szabadságvesztésre ítélték, a haszonszerezés céljából elkövetett bűncselekmény miatt.
A 2002. április 1. napjával a 2001. évi CXXI. törvénnyel módosított Btk. értelmében a vagyonelkobzás büntetésből kötelezően alkalmazandó intézkedéssé vált. Szabályozását 2003. július 1. napjától a büntető eljárás (Be.)  vette át.

## Bírói gyakorlat
A 69. BkV (Kúriai vélemény)

„
I. A vagyonelkobzás célja a bűnös úton elért vagyongyarapodás elvonása.
II. Nem lehet vagyonelkobzást elrendelni arra a vagyonra (vagyontárgyra), amelyet a sértettnek kell kiadni vagy visszaadni, vagy amely a sértetthez már visszajutott.
1. Amennyiben a bűnös úton elért vagyongyarapodás a polgári jogi igény megítélésével kimerül, nincs helye vagyonelkobzásnak.
Abban az esetben azonban, ha a megítélt polgári jogi igény a vagyongyarapodásnak csak egy részét meríti ki, a fennmaradó részre – az egyéb törvényi feltételek fennállása esetén – vagyonelkobzást kell elrendelni.
2. A polgári jogi igény érvényesítésének egyéb törvényes útra utasítása esetén  a 2012. évi C. törvény (a továbbiakban: Btk.) 74. § (5) bekezdésének a) pontja szerinti rendelkezés nem akadálya a vagyonelkobzás elrendelésének, amennyiben annak egyéb törvényi feltételei fennállnak.
III. Ha a bűncselekményt többen követték el, minden egyes elkövetőnél külön-külön kell vizsgálni, hogy a vagyonelkobzás elrendelésének feltételei fennállnak-e. Az intézkedés nem rendelhető el és nem hajtható végre egyetemlegesen.”